# Royal Rumble 1988
Royal Rumble 1988 fu la prima edizione di Royal Rumble, un evento organizzato annualmente dalla World Wrestling Federation. Si tenne il 24 gennaio 1988 al Copps Coliseum a Hamilton, Ontario. A differenza delle successive edizioni, questo evento non fu mostrato in pay-per-view, ma fu invece uno special televisivo mostrato su USA Network.
Il main event fu un Two Out of Three Falls Match tra i The Islanders (Haku e Tama) e i The Young Stallions (Paul Roma e Jim Powers). L'undercard fu caratterizzato dal primo Royal Rumble Match, vinto da Jim Duggan. Poi le Jumping Bomb Angels (Noriyo Tateno e Itsuki Yamazaki) sconfissero le The Glamour Girls (Judy Martin e Leilani Kai) in un Two Out of Three Falls Match vincendo i WWF Women's Tag Team Championship, e Ricky Steamboat sconfisse Rick Rude per squalifica.

## Sviluppo
Fu Pat Patterson ad avere l'idea del Royal Rumble Match. Le regole erano che ogni superstar doveva scegliere un numero compreso tra 1 e 20. I primi e i secondi partecipanti avrebbero iniziato il match, mentre gli altri partecipanti si sarebbero uniti allo scontro ogni due minuti. I partecipanti avrebbero dovuto eliminare i loro avversari gettandoli oltre la terza corda, ed entrambi i piedi avrebbero dovuto toccare il pavimento. Il vincitore sarebbe stato l'ultimo wrestler rimasto dopo che tutti gli altri uomini erano stati eliminati. Il match è molto simile alla Battle Royal. In origine era uno special televisivo mostrato su USA Network.
Meno noto è che ci fu un match sperimentale del Royal Rumble match, che ebbe luogo il 4 ottobre 1987 a St. Louis, nel Missouri. Forse perché l'evento fu un fallimento finanziario. Il match sperimentale fu vinto da One Man Gang, eliminando per ultimo Junkyard Dog.

## Storyline
I The Jumping Bomb Angels (Noriyo Tateno e Itsuki Yamazaki) iniziarono un feud con le The Glamour Girls (Leilani Kai e Judy Martin) per il WWF Women's Tag Team Championship. A Kai e Martin furono assegnati i titoli nell'agosto del 1985 in Egitto. In televisione fu mostrato che avevano sconfitto Velvet McIntyre e Desiree Peterson, ma in realtà il match non si verificò. Kai e Martin ebbero poi un feud con molti altri tag team per oltre due anni e mezzo. Nel novembre 1987, cominciarono a farsi chiamare "The Glamour Girls". A Survivor Series 1987, le The Glamour Girls facero parte del team capitanato da Sensational Sherri, ma persero contro quello capitanato da The Fabulous Moolah. Le The Jumping Bomb Angels, parte del team di Moolah schienarono le campionesse, diventando le uniche sopravvissute del loro team. Dopo aver vinto il match, le Angels firmarono un contratto per la Royal Rumble sfidando le Glamour Girls per i titoli di coppia femminili.

## Evento
| Ruolo          | Nome           |
| -------------- | -------------- |
| Commentatori   | Vince McMahon  |
| Commentatori   | Jesse Ventura  |
| Intervistatori | Gene Okerlund  |
| Intervistatori | Craig DeGeorge |
| Ring announcer | Howard Finkel  |
| Presidente     | Jack Tunney    |
| Arbitri        | Dave Hebner    |
| Arbitri        | Earl Hebner    |
| Arbitri        | Jim Korderas   |
| Arbitri        | Joey Marella   |

Il primo match fu tra Rick Rude e Ricky Steamboat. Al termine della contesa, Steamboat tentò di eseguire una diving crossbody, ma Rude tirò l'arbitro Dave Hebner di fronte a lui per evitare di essere colpito. Poi eseguì una Canadian backbreaker rack sull'avversario ma Hebner lo squalificò per il gesto fatto in precedenza (quando spinse l'arbitro contro Stemboat), e quindi il match fu vinto per squalifica da Ricky.
Il secondo match fu un two out of three falls match per i WWF Women's Tag Team Championship, tra le campionesse The Glamour Girls (Judy Martin e Leilani Kai) e le The Jumping Bomb Angels (Noriyo Tateno e Itsuki Yamazaki), vinto dalle seconde. Le sfidanti si assicurarono la vittoria dopo l'esecuzione di un double dropkick su Martin.

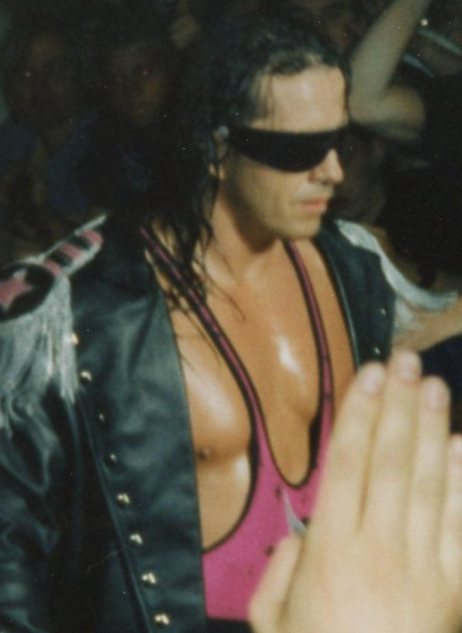
Bret Hart, che entrò col n°1 nel primo Royal Rumble match, e quindi fu il primo wrestler ad entrare nel royal rumble match

Poi André the Giant e Hulk Hogan firmarono un contratto per un rematch di WrestleMania III, che ebbe luogo il 5 febbraio 1988 a Main Event. Questo match fu promosso da Ted DiBiase, che aveva precedentemente acquistato il contratto di André da Bobby Heenan e promise ad André che se avesse sconfitto Hogan per il WWF Championship e glielo avesse poi consegnato, lo avrebbe ricompensato con una grossa somma di denaro. In seguito ci fu il Royal Rumble match. Pat Patterson aveva inventato questo match solo poche settimane prima. I primi due lottatori ad entrare in un Royal Rumble match furono Bret Hart della Hart Foundation e uno dei campioni WWF Tag Team Strike Force, Tito Santana. Hart eseguì un irish up su Santana mandandolo in un angolo, e poi Hart lo colpì con un atomic drop, seguito da una middle rope axe handle elbow drop. Butch Reed entrò con il numero 3, e Santana lo colpì con una flying forearm smash su Hart. Reed schienò Santana fino a quando egli eseguì un calcio volante sia a Hart che a Reed. Tuttavia, i due wrestler ebbero la meglio su Santana. Reed poi cercò di colpire Santana, ma egli schivò il colpo, e Hart fu accidentalmente schienato fino a quando il tag team partner di Hart, Jim Neidhart entrò nel ring e aiutò Reed e il suo tag team partner Hart nell'eliminazione di Santana. Santana resistette attaccato alle corde fino a quando Jake Roberts entrò col numero 5, salvandolo. Gettò Reed fuori dal ring e quindi lo eliminò, che quindi divenne il primo eliminato del Royal Rumble match e la prima eliminazione nella storia della Royal Rumble. Santana e Roberts cercarono di colpire con una Double DDT Hart, ma Neidhart attaccò entrambi gli uomini, salvando il suo compagno. Hart eseguì un piledriver su Santana e poi Harley Race entrò nel ring col numero 6. Neidhart e Race cercarono di eliminare Roberts mentre Santana tentò di gettare Hart fuori dal ring. Poi venne Jim Brunzell e quando era vicino ad eliminare Hart, intervenne Neidhart attaccandolo, salvando ancora una volta Hart. Poi arrivò anche Sam Houston.
Danny Davis arrivò con il numero 9 e cominciò ad attaccare Houston. Race cercò di eliminare Roberts, e poi egli cercò di colpire Davis con una DDT, ma lui si liberò dalla mossa. Poi Boris Zhukov entrò col numero 10. Il compagno di coppia di Zhukov, Nikolai Volkoff, litigò con Don Muraco per chi avrebbe dovuto entrare con il numero 11. Gli arbitri informarono entrambi che Muraco sarebbe dovuto entrare col numero 11 e Volkoff con il 12º. Zhukov venne poi eliminato da Roberts e Brunzell. Quest'ultimo effettuò un dropkick su Hart ma non ebbe un grande effetto. Poi entrò Volkoff, seguito da Jim Duggan che entrò quindi con il numero 13 e ricevette una reazione positiva dai tifosi canadesi. Poi entrò Ron Bass con il numero 14. Volkoff impedì a Brunzell di eliminare Davis, e poi Volkoff eliminò Brunzell. B. Brian Blair entrò con il numero 15, seguito da Hillbilly Jim, che eliminò Neidhart. Dino Bravo entrò poi nel ring. Bass aveva Houston sulle spalle e lo gettò oltre la terza corda, eliminando così Houston dal match. In seguito entrò The Ultimate Warrior, e poi Muraco eliminò Bret Hart. Anche se Hart non vinse il match, stabilì il primo record di permanenza nella Royal Rumble, venendo eliminato dopo 25:42. Poi entrò One Man Gang con il numero 19 ed eliminò Blair e poi Roberts. Il partecipante finale fu Junkyard Dog. Duggan gettò Volkoff fuori dal ring, mentre dall'altra parte del ring, One Man Gang eliminò Hillbilly Jim e poi The Ultimate Warrior. Bass sorprendentemente attaccò Junkyard Dog e lo eliminò, e poi Muraco sorprendentemente eseguì un braccio teso su Bass scaraventandolo oltre la terza corda. Quindi Muraco, Duggan, Bravo e One Man Gang furono gli unici rimasti sul ring. Poi Man attaccò Duggan con una big splash e cominciò a collaborare con Bravo, attaccando Muraco. Successivamente egli riuscì a dominare entrambi gli uomini fino a quando intervenne Frenchy Martin e lo distrasse. Bravo e Man lo eliminarono. Poi cercarono di fare lo stesso con Duggan. Gang attaccò, ma Duggan si chinò e quindi colpì accidentalmente Bravo, eliminandolo. Dopo una rissa con Duggan, a prevalere fu quest'ultimo che quindi divenne il primo vincitore ufficiale della Royal Rumble.
Infine ci fu il main event, ovvero il two out of three falls match tra The Islanders (Haku & Tama) contro The Young Stallions (Paul Roma & Jim Powers). Inizialmente Roma fu gettato oltre la terza corda da Tama atterrando su Haku, infortunandosi al ginocchio, e Paul non fu in grado di ritornare sul ring in tempo e quindi gli Islanders si portarono in vantaggio. Haku poi costrinse Paul alla resa dopo una half crab, e quindi vinsero gli Islanders per 2-0.

## Conseguenze
Hulk Hogan e André the Giant combatterono il loro re-match di WrestleMania III per il WWF Championship il 5 febbraio 1988 alla prima edizione di The Main Event dove André in modo controverso sconfisse Hogan vincendo il titolo WWF. André diede il titolo a Ted DiBiase in cambio di una grossa somma di denaro, ma l'allora presidente della WWF Jack Tunney gli revocò la cintura, rendendo André il più breve WWF Champion di sempre, con un regno di appena 45 secondi. Il campione definitivo sarebbe stato incoronato nel corso di un torneo a 14 uomini da disputarsi a WrestleMania IV, dove Randy Savage sconfisse DiBiase in finale diventando il nuovo campione WWF.
Questa edizione della Royal Rumble stabilì un record per essere il programma di wrestling via cavo più visto di quei tempi con 8.2 rating.

## Risultati
| # | Incontri                                                                                   | Stipulazioni                                                          | Durata |
| - | ------------------------------------------------------------------------------------------ | --------------------------------------------------------------------- | ------ |
| 1 | Ricky Steamboat ha sconfitto Rick Rude per squalifica                                      | Single match                                                          | 17:00  |
| 2 | Noriyo Tateno e Itsuki Yamazaki hanno sconfitto Judy Martin e Leilani Kai (con Jimmy Hart) | Two out of three falls match per il WWF Women's Tag Team Championship | 15:00  |
| 3 | Jim Duggan vince eliminando per ultimo One Man Gang                                        | Royal rumble match                                                    | 33:00  |
| 4 | Haku e Tama hanno sconfitto Paul Roma e Jim Powers                                         | Two out of three falls match                                          | 14:00  |

### Royal Rumble match
– Vincitore

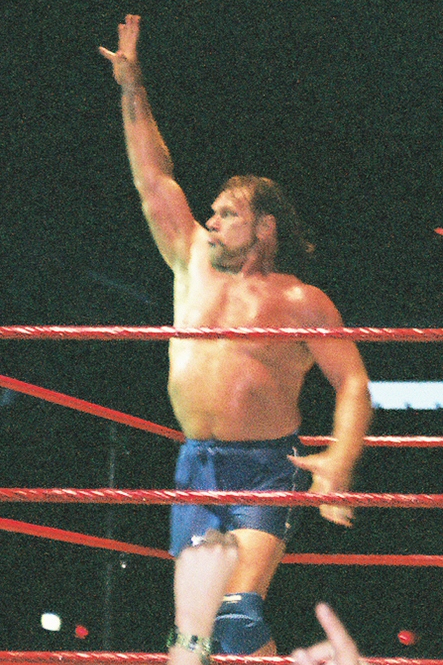
"Hacksaw" Jim Duggan, vincitore del royal rumble match

L'intervallo di tempo tra l'entrata di un wrestler e il successivo era di circa 2 minuti
| Ordine di entrata | Wrestler             | Ordine di eliminazione | Eliminato da         | Permanenza sul ring |
| ----------------- | -------------------- | ---------------------- | -------------------- | ------------------- |
| 1                 | Bret Hart            | 8                      | Muraco               | 25:42               |
| 2                 | Tito Santana         | 2                      | Hart e Neidhart      | 10:41               |
| 3                 | Butch Reed           | 1                      | Roberts              | 03:18               |
| 4                 | Jim Neidhart         | 6                      | Hillbilly Jim        | 19:06               |
| 5                 | Jake Roberts         | 10                     | One Man Gang         | 21:52               |
| 6                 | Harley Race          | 4                      | Muraco               | 10:03               |
| 7                 | Jim Brunzell         | 5                      | Volkoff              | 12:06               |
| 8                 | Sam Houston          | 7                      | Bass                 | 14:39               |
| 9                 | Danny Davis          | 13                     | Duggan               | 17:51               |
| 10                | Boris Zhukov         | 3                      | Roberts e Brunzell   | 02:33               |
| 11                | Don Muraco           | 17                     | Bravo e One Man Gang | 16:16               |
| 12                | Nikolai Volkoff      | 11                     | Duggan               | 11:40               |
| 13                | Jim Duggan           | 30                     | VINCITORE            | 14:43               |
| 14                | Ron Bass             | 16                     | Muraco               | 10:14               |
| 15                | B. Brian Blair       | 9                      | One Man Gang         | 05:50               |
| 16                | Hillbilly Jim        | 12                     | One Man Gang         | 05:55               |
| 17                | Dino Bravo           | 18                     | One Man Gang         | 08:12               |
| 18                | The Ultimate Warrior | 14                     | Bravo e One Man Gang | 03:51               |
| 19                | One Man Gang         | 19                     | Duggan               | 06:50               |
| 20                | Junkyard Dog         | 15                     | Bass                 | 02:08               |